# Andy Lau
Andy Lau Tak-wah (劉德華; nascut el 27 de setembre de 1961) és un actor, cantant i compositor de Hong Kong. i productor de cinema. Va ser nomenat el "Quart Tigre" entre els Cinc Tigres Generals de TVB a la dècada de 1980, així com un dels Quatre Reis Celestial a la dècada de 1990. A les Filipines, anteriorment se li va donar el nom de pantalla Ricky Chan.
Lau va guanyar el Premi de Cinema de Hong Kong al millor actor tres vegades, el Premi Golden Horse al millor actor principal dues vegades, i va entrar al Guinness World Records pels "Més premis guanyats per un artista masculí de Cantopop" l'any 2000, amb un total de 444 premis musicals el 2006. La revista Forbes ha classificat Lau com un dels actors més ben pagats del món. El 2018, Lau es va convertir en membre de l'Acadèmia de les Arts i les Ciències Cinematogràfiques. El 2024, Lau va ser escollit vicepresident de la the 11th China Film Association. Durant quatre dècades de carrera, Lau ha estat un dels artistes amb més èxit comercial i crític del món xinès.

## Primers anys
Lau va néixer Lau Fook-wing a Tai Po, Hong Kong britànic del bomber Lau Lai (1934–2023). És el quart de sis germans i té tres germanes grans, una germana petita i un germà petit anomenat Lau Tak-sing. Tot i que la seva família era rica perquè el seu avi era terratinent amb terres de conreu i pobles, el seu pare els va traslladar als barris marginals de Diamond Hill quan tenia sis anys perquè pogués rebre una educació bilingüe en anglès per prosperar. La zona estava plena de cases de fusta, que malauradament es van cremar quan ell tenia onze anys. Durant la seva infància, en Lau va haver d'anar a buscar aigua per a la seva família fins a vuit vegades al dia, ja que la seva casa no tenia fontaneria. Es va graduar a una escola secundària de Band One, Ho Lap College a San Po Kong, Kowloon. També practica la cal·ligrafia xinesa i el pentinat. Va ser criat en una llar nominalment budista i és un seguidor del temple de la muntanya Lingyan a Taiwan.

## Carrera

### Actuació
El 1980, Lau es va inscriure al programa de formació d'actors de TVB i es va graduar l'any següent, signant un contracte amb TVB. Va ser impulsat a la fama per la sèrie de TVB The Emissary (1982). La seva popularitat es va disparar l'any següent amb el seu paper de Yang Guo a la sèrie wuxia de TVB The Return of the Condor Heroes; a finals d'any, Lau va aparèixer al programa de gala de l'aniversari de TVB, al costat de Tony Leung, Michael Miu, Felix Wong , i Kent Tong. Des de llavors eren coneguts com els "Cinc Generals Tigres de TVB".
Mentrestant, Lau també va començar la seva carrera cinematogràfica. Va fer una aparició com a convidat en un dels vídeos musicals de Susanna Kwan el 1981 i va cridar l'atenció del gerent Teddy Robin, que va donar a Lau el seu primer paper menor a la pel·lícula, Once Upon a. Rainbow. Aleshores, Lau va aconseguir un paper a la pel·lícula d'Ann Hui de 1982, Tau ban no hoi. El 1983, va tenir el seu primer paper protagonista a la pel·lícula d'acció produïda per Shaw Brothers, On the Wrong Track.
Atès que TVB va insistir en un contracte exclusiu vinculant de cinc anys,nLau es va negar a signar, la qual cosa va portar a la seva inclusió a la llista negra de la cadena. A finals dels anys 80, Lau va abandonar TVB i es va centrar en les pel·lícules. Es va establir per les seves actuacions en pel·lícules com The Truth (1988), As Tears Go By de Wong Kar-wai (1988) i la pel·lícula de Benny Chan A Moment of Romance (1990). El seu primer gran premi d'actuació va ser amb A Fighter's Blues, que va ser el seu primer Golden Bauhinia Award al millor actor. Va guanyar el premi Premi de Cinema de Hong Kong al millor actor aquell any per Running Out of Time. El 2004, va guanyar el Premi Cavall d'Or al millor actor principal per la seva actuació a Infernal Affairs III.
Des de principis del segle XXI, Lau ha començat a treballar amb cineastes de la Xina i més enllà, sobretot a La casa de les dagues voladores de Zhang Yimou (2004) i Tian xia wu zei de Feng Xiaogang (2004). El 2006 va protagonitzar la superproducció panasiàtica Mo gong (2006), seguida d'una sèrie de pel·lícules històriques de gran pressupost com ara The Warlords (2007), Three Kingdoms: Resurrection of the Dragon (2008) i El detectiu Di i el misteri de la flama fantasma de Tsui Hark (2010).
 de 2005

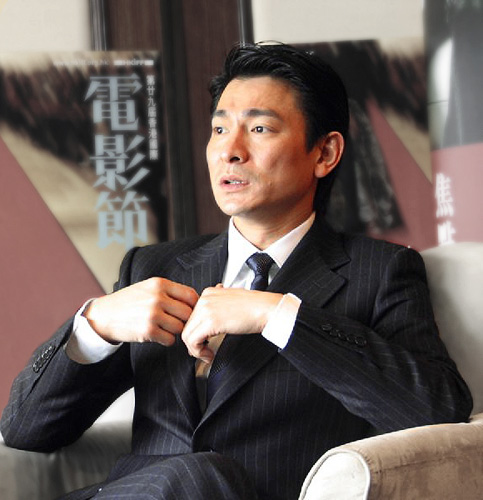
Lau entrevistat al Festival Internacional de Cinema de Hong Kong

El 2005, Lau va rebre el premi "Actor de taquilla número 1 1985–2005" de Hong Kong, amb un total de taquilla de 1.733.275.816 HKD per rodar 108 pel·lícules en els últims 20 anys. La xifra esmentada anteriorment es compara amb el primer guanyador Stephen Chow (1.317.452.311 HKD) i el segon classificat Jackie Chan (894.090.962 HKD). Per a les seves contribucions, l'1 de juny de 2005 es va presentar una figura de cera de Lau al Madame Tussauds Hong Kong. El 2007, Lau també va rebre el premi "Nielsen Box Office Star of Asia" de la Nielsen Company (NielsenIQ).
El 2013 va rebre el Premi al millor actor al XLVI Festival Internacional de Cinema Fantàstic de Catalunya pel seu paper a Blind Detective de Johnnie To. A l'abril de 2017, va protagonitzar la pel·lícula d'acció de Hong Kong Ona expansiva, que li va valer un altre premi al millor actor als 37ns Premis de Cinema de Hong Kong el 2018. Al febrer de 2021, Lau es va reunir amb Tony Leung des de la sèrie Infernal Affairs a la pel·lícula d'acció The Goldfinger.

### Producció cinematogràfica
El 1991, Lau va crear la seva pròpia companyia de producció cinematogràfica, Teamwork Motion Pictures, que el 2002 va ser rebatejada per Focus Group Holdings Limited. Va ser guardonat com a "Cineasta asiàtic de l'any" al Festival Internacional de Cinema de Busan l'any 2006. Les pel·lícules que Lau ha produït inclouen Made in Hong Kong, Una vida simple, A Fighter's Blues, Crazy Stone' ', Firestorm i Ona expansiva.

### Música

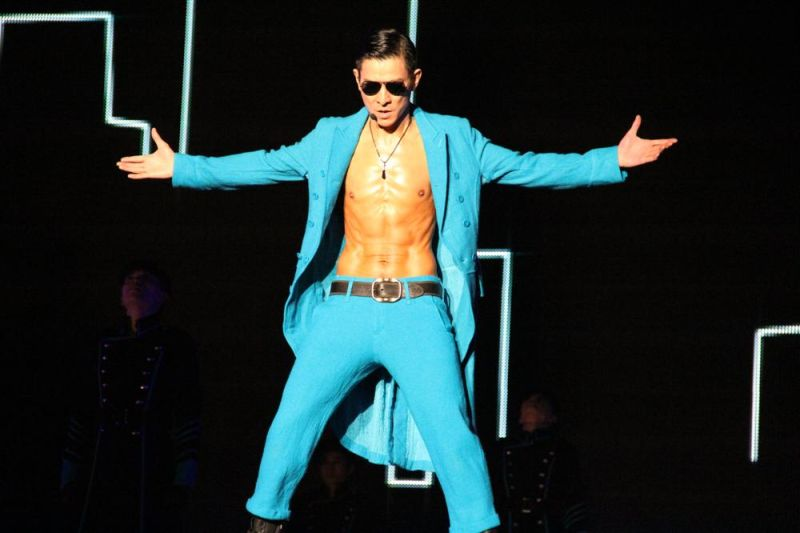
Andy Lau en concert 2011

Lau va llançar el seu primer àlbum Just Know I Only Love You (1985) sota el segell discogràfic Capital Artists amb un èxit comercial mínim. Tanmateix, va assolir l'èxit general el 1990 amb el llançament de l'àlbum Would It Be Possible que va guanyar el seu primer RTHK Top 10 Gold Premi Songs. L'any següent, va llançar el senzill "The Days We Spent Together" que va encapçalar les llistes de música de Hong Kong i va ser un èxit internacional a Àsia. La cançó va ser elogiada per Time Out, que va descriure la seva popularitat com "pràcticament un himne nacional" i "un dels èxits més notables" de la carrera de Lau. Els seus àlbums posteriors li van portar un major reconeixement i van generar singles d'èxit com "Ice Rain" (1993), "Forget Love Potion" (1994), i "Stupid Fellow" (1998). La seva popularitat com a artista musical va ser tal que Lau va ser batejat com un dels Four Heavenly Kings juntament amb Jacky Cheung, Aaron Kwok, i Leon Lai. El seu àlbum Love Notes Written in Bone Upon My Heart (1997) està certificat 2x platí a Taiwan i és un dels àlbums més venuts amb 640.305 còpies venudes. Els seus altres àlbums Because of Love (1996) i Love is Mysterious (1997) també van aconseguir el doble de platí allà.
Als Jade Solid Gold Top 10 Awards, va guanyar el premi "Artista masculí més popular de Hong Kong" 7 vegades i el premi "Artista masculí de Hong Kong més popular d'Àsia Pacífic" 15 vegades. A l'abril de 2000 ja havia guanyat un total sense precedents de 292 premis. Aquell mateix any, va entrar al Guinness World Records per "La majoria de premis guanyats per un artista masculí de Cantopop" i de nou el 2021 per "La majoria de seguidors de Douyin obtinguts en 24 hores" i "El temps més ràpid per arribar a deu milions de seguidors a Douyin".
Als Jocs Olímpics d'Estiu de 2008, Lau va cantar "Please Stay, Guests From Afar" amb Jackie Chan i Emil Chau durant la seva cerimònia de clausura. A més, Lau, que fa més d'una dècada que dona suport als atletes amb discapacitat a Hong Kong, va ser nomenat ambaixador de Bona Voluntat dels Jocs Paralímpics d'estiu de 2008. Va dirigir altres intèrprets a cantar i interpretar la cançó "Everyone is No.1" a l'Estadi Nacional de Pequín abans del començament de la cerimònia d'obertura dels Jocs Paralímpics de 2008. També va cantar el tema "Flying with the Dream" amb Han Hong durant la cerimònia d'obertura dels Jocs Paralímpics el 6 de setembre de 2008.
El 2022, Lau va establir rècords quan un concert en línia que va fer a través de Douyin va atreure més de 350 milions d'espectadors.
A més de cantar en cantonès i mandarí, Lau també ha cantat en altres idiomes com l'anglès, el japonès i el hokkien taiwanès. Ha fet concerts a Àsia, Amèrica del Nord, Europa i Oceania, i continua de gira amb una propera etapa de la Xina continental prevista per a l'estiu de 2024.

### Llibres
Lau ha escrit dos llibres, This Is How I Grew Up (我是這樣長大的) (1995), una autobiografia, i My 30 Work Days (我的30個工作天) (2012), una col·lecció dels seus 30 diaris personals escrits mentre treballava en la pel·lícula del 2011, Una vida simple.

### Exposició d'art
El 2023, Lau va obrir la seva primera mostra d'art titulada 1/X Andy Lau X Art Exhibition, que va tenir lloc el 25 d'agost al local de Freespace situat al Districte Cultural West Kowloon. L'exposició inclou una escultura que va dissenyar Lau, una projecció d'imatges de les seves pel·lícules i concerts, pintures fetes per ell i la seva filla, i obres on va col·laborar amb altres artistes, com ara col·laborar amb els artistes de Hong Kong Sticky Line en una estàtua seva. personatge de Running on Karma, col·laborant amb l'artista de Pequín Xu Zhuoer amb accessoris de pel·lícules cobertes de vidre de A Moment of Romance, i una col·laboració amb el pintor de tinta on Lau mostra la seva cal·ligrafia.

## Filantropia
El 1994, Lau va establir la Andy Lau Charity Foundation que ajuda a les persones necessitades i promou una àmplia gamma de serveis d'educació juvenil. El 1999, va rebre el "Ten Outstanding Young Persons of the World, sent la tercera persona de Hong Kong en aquell moment a rebre aquest honor distingit. El 2008, Lau va tenir un paper principal a l'hora de muntar la Campanya de Recaptació de Fons de 512 Artistes per ajudar a les víctimes del terratrèmol de Sichuan de 2008.

## Vida personal
El 2008, Lau es va casar en secret amb Carol Chu a Amèrica i va reconèixer el seu matrimoni l'any següent, posant fi a dècades d'especulació sobre la seva relació. Tant Lau com Chu són vegetarians i budistes. El 9 de maig de 2012, Chu va donar a llum la seva filla Hanna.
El gener de 2017, Lau va patir una greu lesió pèlvica després de ser llençat i trepitjat per un cavall durant un rodatge comercial a Tailàndia. Es va recuperar completament a finals d'any.

## Premis i nominacions

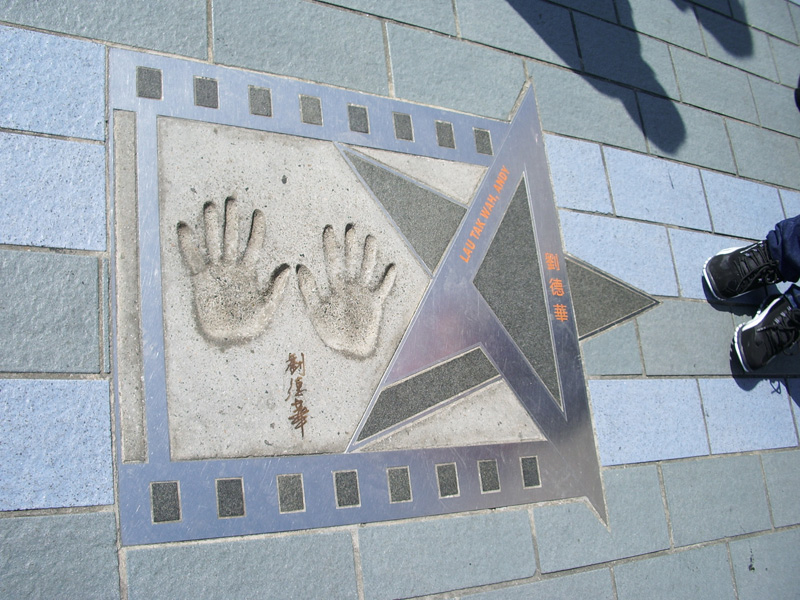
Impressió i autògraf de la mà de Lau a l'Avenue of Stars a Hong Kong

| Any  | Premi                          | Categoria                                                              | Obra nominada                | Resultat  |
| ---- | ------------------------------ | ---------------------------------------------------------------------- | ---------------------------- | --------- |
| 1983 | Premis de Cinema de Hong Kong  | Millor intèrpret novell                                                | Tau ban no hoi               | Nominat   |
| 1989 | Premis de Cinema de Hong Kong  | Millor actor                                                           | As Tears Go By               | Nominat   |
| 1990 | Premis de Cinema Cavall d'Or   | Millor actor secundari                                                 | Kawashima Yoshiko            | Nominat   |
| 1992 | Premis de Cinema de Hong Kongs | Millor actor                                                           | Lee Rock                     | Nominat   |
| 1992 | Premis de Cinema de Hong Kongs | Millor Cançó de Cinema Original (Cantant)                              | Casino Raiders II            | Nominat   |
| 1995 | Premis de Cinema de Hong Kongs | Millor Cançó de Cinema Original (Cantant)                              | Tian Di                      | Nominat   |
| 1996 | Premis de Cinema de Hong Kongs | Millor actor                                                           | Full Throttle                | Nominat   |
| 1996 | Premis de Cinema de Hong Kongs | Millor cançó de Cinema original (cantant/lletrista)                    | Full Throttle                | Nominat   |
| 1998 | Premis de Cinema de Hong Kongs | Millor pel·lícula (productor)                                          | Made in Hong Kong            | Guanyador |
| 1998 | Premis de Cinema de Hong Kongs | Millor Cançó de Pel·lícula Original (Cantant)                          | Ilsland of Greed             | Nominat   |
| 1999 | Premis de Cinema de Hong Kongs | Millor Cançó de Pel·lícula Original (Cantant)                          | The Longest Summer           | Nominat   |
| 1999 | Premis de Cinema de Hong Kongs | Millor Cançó de Pel·lícula Original (Cantant)                          | A True Mob Story             | Nominat   |
| 1999 | Premis de Cinema de Hong Kongs | Millor pel·lícula (productor)                                          | The Longest Summer           | Nominat   |
| 2000 | Premis de Cinema de Hong Kongs | Millor actor                                                           | Running Out of Time          | Guanyador |
| 2000 | Premis Golden Bauhinia         | Millor actor                                                           | Running Out of Time          | Nominat   |
| 2001 | Premis de Cinema de Hong Kong  | Millor actor                                                           | A Fighter's Blues            | Nominat   |
| 2001 | Premis Golden Bauhinia         | Millor actor                                                           | A Fighter's Blues            | Guanyador |
| 2001 | Premis de Cinema Cavall d'Or   | Millor actor                                                           | Love on a Diet               | Nominat   |
| 2002 | Premis de Cinema de Hong Kongs | Millor actor                                                           | Love on a Diet               | Nominat   |
| 2002 | Premis de Cinema de Hong Kongs | Millor cançó de pel·lícula original (cantant/lletrista)                | Shaolin Soccer               | Nominat   |
| 2003 | Premis de Cinema de Hong Kongs | Millor actor                                                           | Infernal Affairs             | Nominat   |
| 2003 | Premis de Cinema de Hong Kongs | Millor cançó de pel·lícula original (Cantant amb Tony Leung)           | Infernal Affairs             | Guanyador |
| 2003 | Premis de Cinema Cavall d'Or   | Millor actor                                                           | Infernal Affairs             | Nominat   |
| 2003 | Golden Bauhinia Awards         | Millor actor                                                           | Infernal Affairs             | Nominat   |
| 2004 | Premis de Cinema de Hong Kong  | Millor actor                                                           | Running on Karma             | Guanyador |
| 2004 | Premis de Cinema Cavall d'Or   | Millor actor                                                           | Infernal Affairs III         | Guanyador |
| 2004 | Golden Bauhinia Awards         | Millor actor                                                           | Infernal Affairs III         | Nominat   |
| 2004 | Golden Bauhinia Awards         | Millor actor                                                           | Running on Karma             | Nominat   |
| 2005 | Golden Bauhinia Awards         | Millor actor                                                           | Tian xia wu zei              | Nominat   |
| 2006 | Premis de Cinema de Hong Kong  | Millor actor                                                           | Tung mung kei yuen           | Nominat   |
| 2006 | Premis de Cinema de Hong Kong  | Millor cançó de pel·lícula original (cantant/lletrista)                | Tung mung kei yuen           | Nominat   |
| 2006 | Golden Bauhinia Awards         | Millor actor                                                           | Tung mung kei yuen           | Nominat   |
| 2007 | Premis de Cinema de Hong Kong  | Millor pel·lícula asiàtica (Productor)                                 | Crazy Stone                  | Nominat   |
| 2007 | Golden Bauhinia Awards         | Millor actor                                                           | Mo gong                      | Nominat   |
| 2007 | Asian Film Awards              | Millor actor                                                           | Mo gong                      | Nominat   |
| 2008 | Premis de Cinema de Hong Kong  | Millor actor secundari                                                 | Protégé                      | Guanyador |
| 2008 | Premis de Cinema de Hong Kong  | Millor actor                                                           | The Warlords                 | Nominat   |
| 2008 | Premis de Cinema de Hong Kong  | Millor cançó de pel·lícula original (Cantant amb Eason Chan/lletrusta) | Brothers                     | Nominat   |
| 2011 | Premis de Cinema de Hong Kong  | Millor pel·lícula (productor)                                          | Da lui toi                   | Guanyador |
| 2011 | Premis de Cinema Cavall d'Or   | Millor actor                                                           | Una via simple               | Guanyador |
| 2012 | Premis de Cinema de Hong Kong  | Millor pel·lícula (productor)                                          | Una via simple               | Guanyador |
| 2012 | Premis de Cinema de Hong Kong  | Millor actor                                                           | Una via simple               | Guanyador |
| 2012 | Premis de Cinema de Hong Kong  | Millor cançó de pel·lícula original (cantant/lletrista)                | Shaolin                      | Nominat   |
| 2012 | Asian Film Awards              | Millor actor                                                           | Una vida simple              | Nominat   |
| 2014 | Premis de Cinema de Hong Kongs | Millor cançó de pel·lícula original (cantant amb Sammi Cheng)          | Blind Detective              | Nominat   |
| 2015 | Golden Rooster Awards          | Millor actor                                                           | Lost and Love                | Nominat   |
| 2016 | Premis de Cinema de Hong Kong  | Millor actor                                                           | Lost and Love                | Nominat   |
| 2016 | Premis Huabiao                 | Millor actor                                                           | Lost and Love                | Guanyador |
| 2018 | Premis de Cinema de Hong Kong  | Millor pel·lícula (productor)                                          | Chasing the Dragon           | Nominat   |
| 2018 | Premis de Cinema de Hong Kong  | Millor pel·lícula (productor)                                          | Ona expansiva                | Nominat   |
| 2018 | Premis de Cinema de Hong Kong  | Millor actor                                                           | Ona expansiva                | Nominat   |
| 2021 | Huading Awards                 | Millor actor                                                           | Més enllà de l'ona expansiva | Guanyador |

## Palmarès
Lau ha destacat per la seva energia altament positiva, el seu treball dur i la seva implicació activa en obres benèfiques al llarg dels seus 30 anys en l'espectacle i el 2008 el govern de la RAE de Hong Kong l'honorà com a "Justícia de Pau". El maig de 2010, va rebre el premi "World Outstanding Chinese" i un "doctor honoris causa" de la Universitat de Nova Brunsvic, Canadà. El 14 de desembre de 2017, Lau va rebre el títol de Doctor en Lletres de la Universitat Shue Yan de Hong Kong, amb la citació que destacava la seva popularitat entre els locals que deia: "La seva personalitat discreta, modesta, amable i accessible l'ha guanyat l'estima tant per a milions de fans com per a gent corrent, que també el consideren un "trencacors" i el "director executiu no oficial de Hong Kong"".
El 2018, l'asteroide 55381 Lautakwah, descobert per Bill Yeung a l'Desert Eagle Observatory el 2001, va rebre el nom de Lau. L'asteroide mesura aproximadament 8,5 kilòmetres de diàmetre i es troba a la regió més externa del cinturó d'asteroides, just dins de la Llacuna de Kirkwood. El Minor Planet Center va publicar la citació oficial del nom l'11 de juliol de 2018.
El 2023, Lau va rebre un premi Special Tribute al Festival Internacional de Cinema de Toronto de 2023.